# Lukáš Karlík
Lukáš Karlík (* 30. duben 1991, Hradec Králové) je bývalý český hokejový obránce, dorostenecký reprezentant a odchovanec HC Hradec Králové, za jehož A-tým odehrál v sezóně 2010/2011 7 zápasů v první lize. Na juniorské úrovni hrál take za Pardubice, Chomutov a Liberec. V letech 2012–2016 nastupoval za HC Trutnov a v letech 2016–2022 za HC Dvůr Králové nad Labem ve třetí lize.

## Kluby podle sezon
- 2007/2008 HC VCES Hradec Králové (U18)
- 2008/2009 HC Moeller Pardubice, KLH Chomutov (U20)
- 2009/2010 KLH Chomutov (U20)
- 2010/2011 HC VCES Hradec Králové, Bílí Tygři Liberec (U20)
- 2011/2012 HC VCES Hradec Králové (U20), HC Trutnov
- 2012/2013–2015/2016 HC Trutnov
- 2016/2017–2021/2022 HC Dvůr Králové nad Labem